# Ерзянське священне урочище Кереметь
Ерзянське священне урочище Кереметь (рос. Эрзянское священное урочище Кереметь; ерз. Эрзянь пумбра Киремети) — природно-заповідна пам'ятка природи регіонального значення в Росії.

## Опис
Природоохоронна територія пам'ятки включає в себе ділянку лісу і галявину діаметром близько 25 м.
Загальна площа становить 7,4 га.
Лісова ділянка утворена липовоми, березовими, осиковими та хвойними деревами, зокрема ялинкою у південно-східній частині заповідної території. Вік дерев 100—150 років.
На галявині — рослинні угруповання, характерні для вологих лугів. Зустрічаються щавель кінський, гравілат міський та річковий, кропива дводомна, копитняк європейський, купальниця європейська, безщитник жіночий, образки болотяні, чина лучна, вербозіль звичайний та ін..
Пам'ятка пов'язана з традиційною культурою корінних жителів цих місць — ерзянами, — як одним з місць, де було давнє святилище, проводилися язичницькі свята, відбувалися поклоніння.
Має науково-освітнє і культурне значення.
На території пам'ятки проводилися дослідження фітоценозу. Закладалися експериментальні ділянки для визначення характеру рослинного покриву місцевості.

## Географічне положення
Розташована в межах Приволзької височини, 500 метрів на північний схід від Сисовського кордону біля закритої адміністративно-територіальної одиниці — міста обласного підпорядкування Саров.
Територія має обмежений вільний доступ громадян.